# Focko Lüpsen
Focko Johannes Lüpsen (* 22. Mai 1898 in Burweg; † 31. März 1977 in Bielefeld) war ein deutscher Journalist und Verleger. Als langjähriger Leiter des Evangelischen Pressedienstes (epd) gehörte er zu den einflussreichsten Publizisten seiner Zeit.

## Leben
Lüpsen, ein Sohn des Pastors und späteren Superintendenten Menno Lüpsen, erwarb am Athenaeum Stade die Hochschulreife. Nach dem Militärdienst im Ersten Weltkrieg studierte er ab 1919 Philosophie und Evangelische Theologie in Marburg, Berlin und Göttingen. 1923 wurde er an der Universität Marburg aufgrund der von Paul Natorp betreuten Dissertation Die systematische Bedeutung des Problems der Selbstsetzung in Kants opus postumum zum Dr. phil. promoviert. Obwohl er auch die theologischen Examina abgelegt hatte, arbeitete er ab 1923 als Redakteur bei den Flensburger Nachrichten. 1925 wechselte er zum von August Hinderer geleiteten Evangelischen Preßverband für Deutschland, wo er die Regionalredaktion für Groß-Berlin leitete. Als die Nationalsozialisten die Pressearbeit im Sommer 1933 gleichschalteten und Martin Plieninger (1894–1954), der bisherige Chefredakteur des Evangelischen Pressedienstes (Epd), es vorzog, in seiner Landeskirche ein Pfarramt zu übernehmen, trat Lüpsen an seine Stelle und ließ sich bereitwillig in die NS-Propaganda einbinden. Er suchte zwar auch Kontakte zur Bekennenden Kirche, machte den Epd aber insgesamt zum „Sprachrohr der Deutschen Christen“. Den von Hitler entfesselten Zweiten Weltkrieg bezeichnete er als „Stunde der Bewährung des Glaubens“. Nach Lüpsens Einberufung zum Kriegsdienst 1940 wurde 1941 auch der Epd eingestellt.
Lüpsen wurde 1946 aus der Kriegsgefangenschaft entlassen und ließ sich in Bethel bei Bielefeld nieder. Er beantragte noch im selben Jahr eine Lizenz für eine Neugründung des Evangelischen Pressedienstes, nun jedoch unter dem Dach des Presseverbandes der Evangelischen Kirche von Westfalen. Am 15. Juli 1947 erhielt Lüpsen die gewünschte Lizenz von der britischen Militärregierung; nicht zuletzt deshalb, weil er sich zum vom NS-Regime verfolgten Oppositionellen stilisiert und fälschlich behauptet hatte, der Epd sei schon 1937 verboten worden. An dieser Darstellung hielt Lüpsen auch in späteren historischen Darstellungen fest; sie wurde lange ungeprüft weiter verbreitet, bis Volker Lilienthal sie 2002 als Zwecklüge entlarvte. Als Herausgeber und Chefredakteur (bis zu seinem Ruhestand 1968) des epd, wie er nun firmierte, baute Lüpsen in Bielefeld ein Presse- und Rundfunkimperium auf, zu dem unter anderem die westfälische Kirchenzeitung Unsere Kirche und der 1947 gegründete Luther-Verlag gehörten. Den epd baute er zu einer angesehenen Nachrichtenagentur für ganz Deutschland aus. 1951 gründete er das Gemeinschaftswerk der Evangelischen Presse, das 1973 zum Gemeinschaftswerk der Evangelischen Publizistik wurde. Seit 1925 nahm er immer wieder an Konferenzen der ökumenischen Bewegung teil und gab die deutschsprachigen Dokumentationen der Weltkirchenkonferenzen von 1948, 1954 und 1961 heraus.
Neben seiner Arbeit für die Professionalisierung der kirchlichen Publizistik engagierte sich Lüpsen auch in den Interessenvertretungen des Pressewesens. Er gehörte zu den Gründern des Verbands Deutscher Zeitschriftenverleger, in dessen Vorstand er saß, und des Zeitschriftenverleger-Vereins Nordrhein-Westfalen, dessen Vorsitz er von 1957 bis 1971 innehatte. Zwischen 1962 und 1971 war er mehrfach Sprecher des Deutschen Presserats. 
Lüpsen war ab 1923 mit Charlotte Kuhlo (* 1900), einer Tochter des Pastors und „Posaunengenerals“ Johannes Kuhlo, verheiratet.

## Auszeichnungen
- 1962: Großes Bundesverdienstkreuz
- 1965: Jakob-Fugger-Medaille

## Schriften (Auswahl)
- Palästina. Bilder einer Reise. Eckart-Verlag, Witten 1955; 5. Auflage 1966.
- Sehen wirst du das Land. Unterwegs zu biblischen Stätten. Eckart-Verlag, Witten 1973.